# Bastion Barbagianni
Le bastion Barbagianni (en italien : Bastione del Barbagianni) est une fortification défensive des murailles de Pise, dans la province de Pise en Toscane,.

## Historique
Le bastion a été construit selon les plans de Nanni Unghero (it) à la place d'une tour préexistante au milieu du XVIe siècle sous le règne de Cosme Ier de Toscane, qui accordait une grande importance au renforcement des structures défensives de Pise, désormais inadaptées dès l'apparition des armes à feu.
Le même tronçon de muraille fut lourdement bombardé par les troupes mercenaires françaises et florentines. Les travaux de construction du bastion commencèrent en 1543 et se sont terminés en 1557. En 2013, il a été restauré dans le cadre des travaux de réaménagement des murs pisans.